# Séneçon de Fuchs
Senecio ovatus
Pour les articles homonymes, voir Fuchs.
Espèce
Classification phylogénétique
Le Séneçon de Fuchs (Senecio nemoralis ssp. fuschii), également appelé Séneçon ovale (Senecio ovatus), est une espèce de plante herbacée de la famille des Asteraceae.

## Description
C'est une plante moyenne, à feuilles entières, ovales, dentées. Les capitules sont jaunes, avec quelques fleurons ligulés, espacés entre eux.

### Caractéristiques
- Organes reproducteurs
  - Couleur dominante des fleurs : jaune
  - Période de floraison : août-septembre
  - Inflorescence : corymbe de capitules
  - Sexualité : hermaphrodite
  - Ordre de maturation : protandre
  - Pollinisation : entomogame, autogame
- Graine
  - Fruit : akène
  - Dissémination : anémochore
- Habitat et répartition
  - Habitat type : ourlets de clairières acidophiles, médioeuropéens
  - Aire de répartition : européen central

données d'après : Julve, Ph., 1998 ff. - Baseflor. Index botanique, écologique et chorologique de la flore de France. Version : 23 avril 2004.

## Synonymes
- Senecio fuchsii C.C.Gmel - fuchsii pour honorer l'un des pères de la botanique Leonhart Fuchs (1501-1566).
- Jacobaea ovata P.Gaertn., B.Mey. & Scherb. (Basionyme)

## Galerie

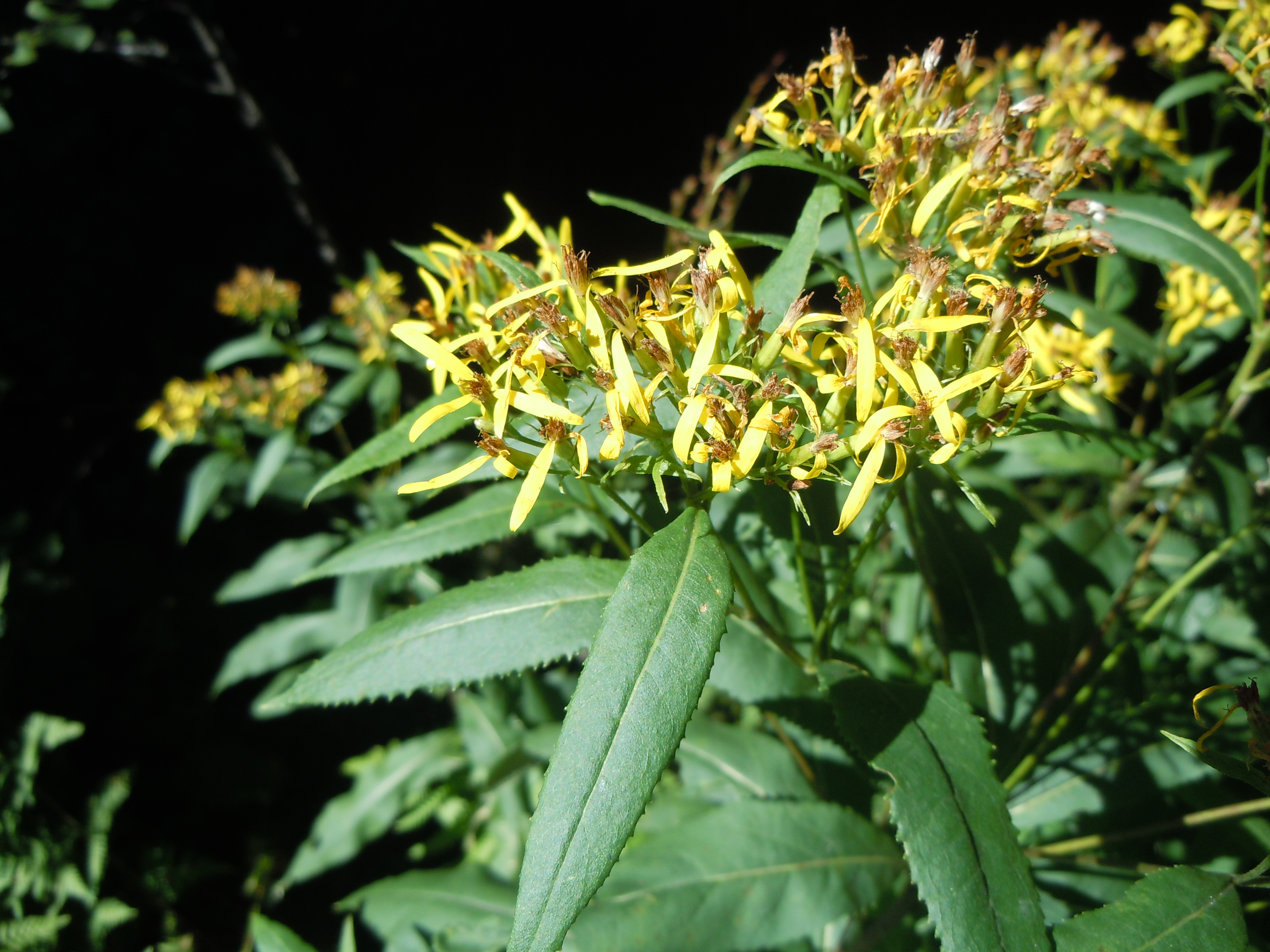
Seneçon de Fuchs
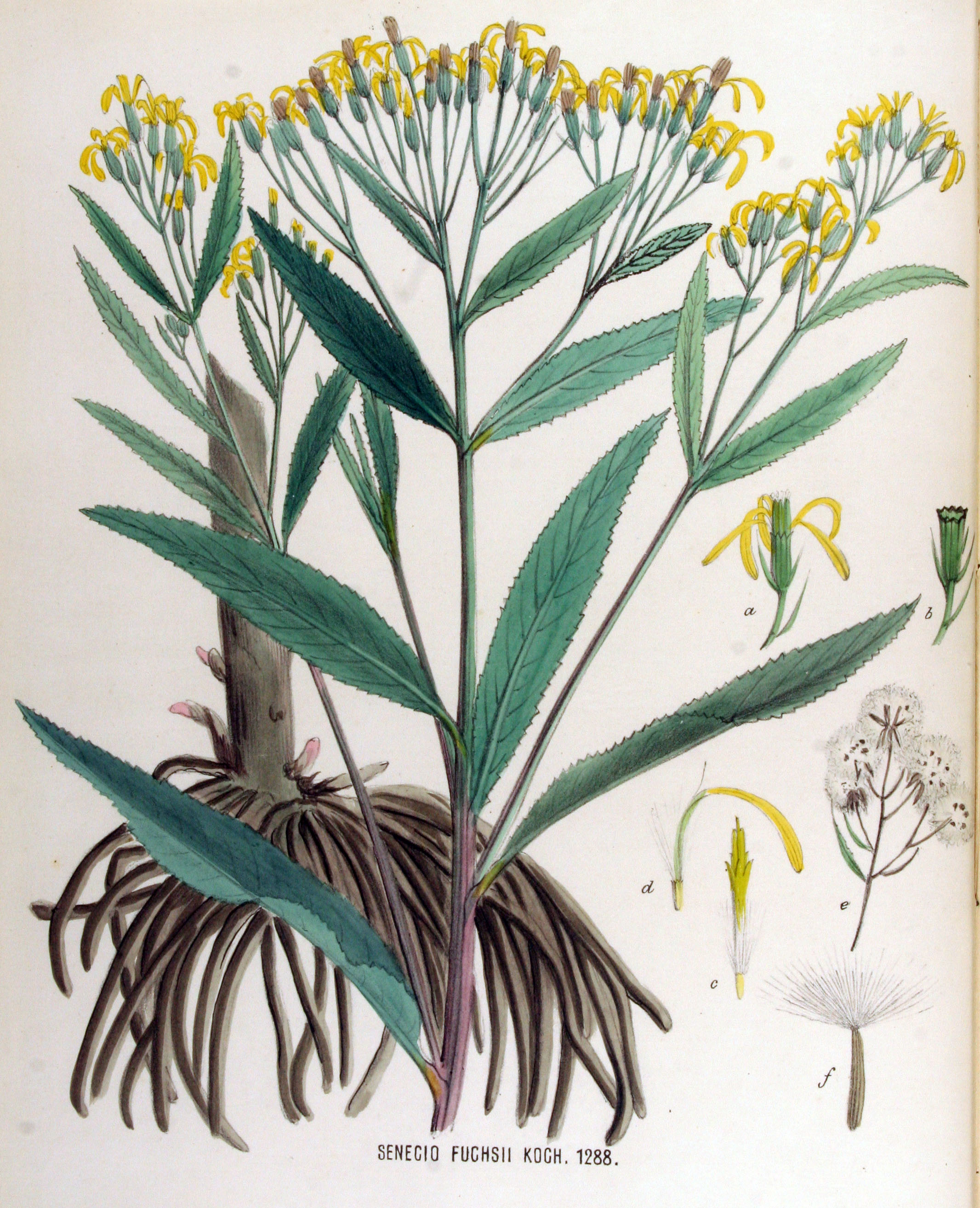
Illustration: Flora Batava (1877)
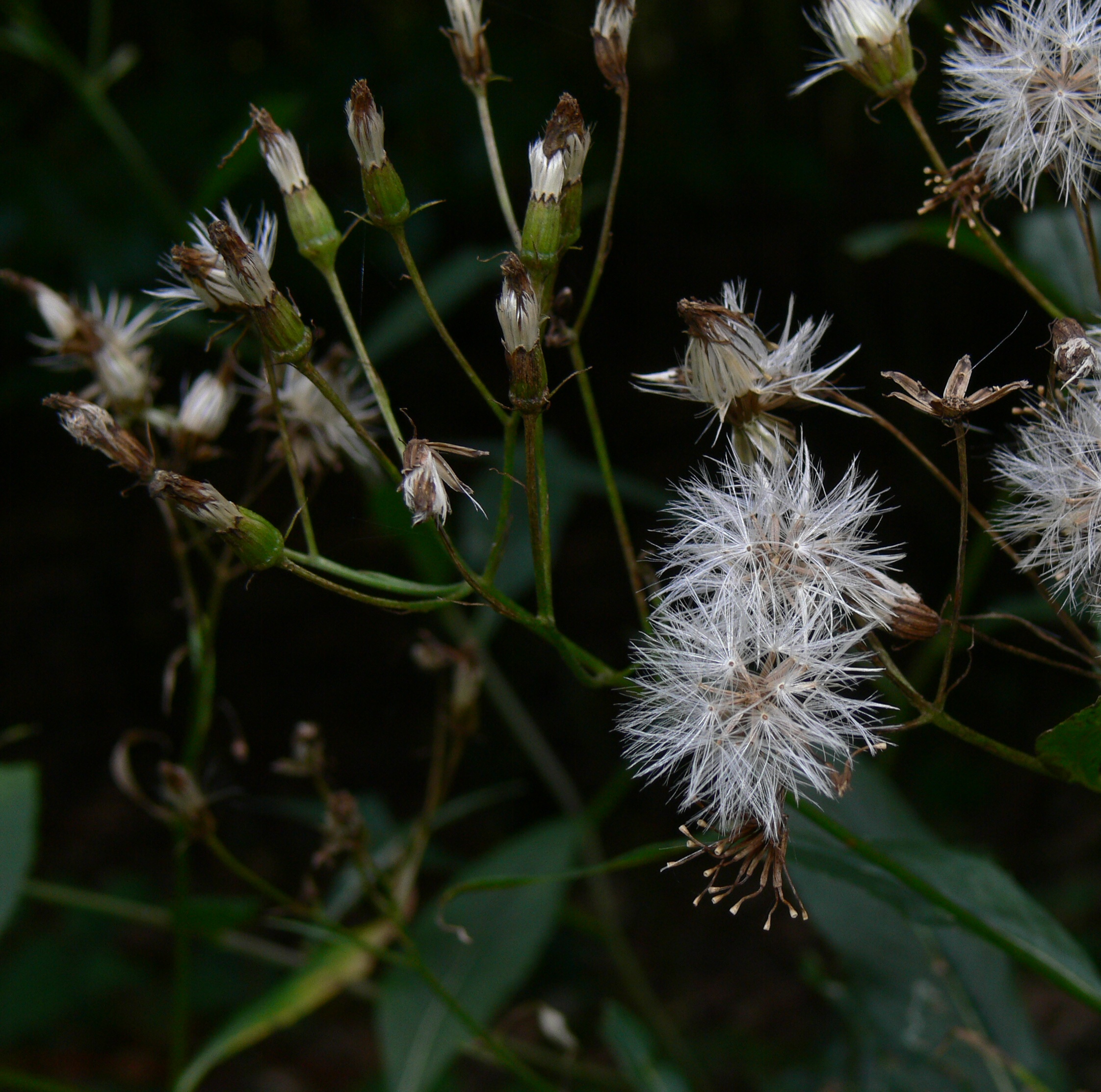
Seneçon de Fuchs en graines